# Marcel Constans

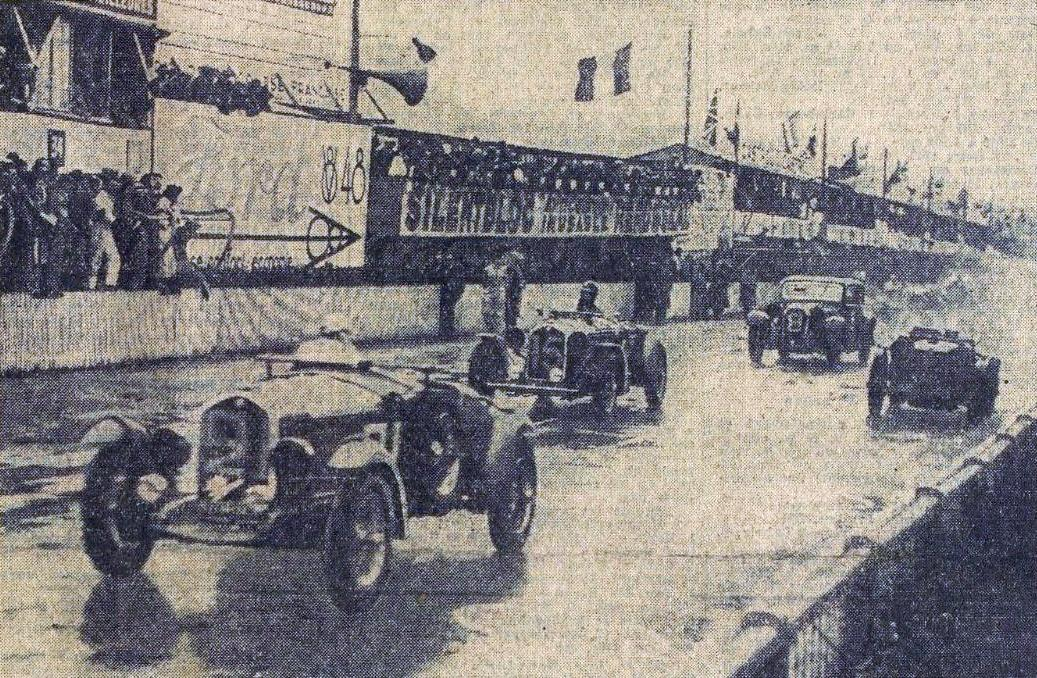
Der von Marcel Constans gefahrene Talbot T150 Baby Sport (Startnummer 8) beim Start zum 24-Stunden-Rennen von Le Mans 1935

Marcel Constans  (* 7. September 1906 in Paris; † 10. April 1945 in Dresden) war ein französischer Autorennfahrer.

## Karriere als Rennfahrer
Marcel Constans war 1935 Teampartner von Auguste Bodoignet beim 24-Stunden-Rennen von Le Mans. Die beiden bestritten das Rennen auf einem von Anthony Lago gemeldeten Talbot T150 Baby Sport. Das Fahrzeug fiel nach 181 gefahrenen Runden mit einem Schaden an der Ölleitung aus.

## Statistik

### Le-Mans-Ergebnisse
| Jahr | Team         | Fahrzeug               | Teamkollege       | Platzierung | Ausfallgrund        |
| ---- | ------------ | ---------------------- | ----------------- | ----------- | ------------------- |
| 1935 | Anthony Lago | Talbot T150 Baby Sport | Auguste Bodoignet | Ausfall     | geplatzte Ölleitung |